# إيرين دانييلز
إيرين دانييلز (بالإنجليزية: Erin Daniels)‏ هي ممثلة أمريكية، ولدت في 9 أكتوبر 1973 بسانت لويس في الولايات المتحدة. بدأت مشوارها المهني سنة 1996.

## أعمال

### أفلام
- (2003) منزل الألف جثة[4]
- (2011) جليس الأطفال[5]
- (2013) حلقة بلينج[6]

### مسلسلات
- التحقيق في موقع الجريمة
- نيويورك
- كلمة إل

## وصلات خارجية
- إيرين دانييلز على موقع IMDb (الإنجليزية)
- إيرين دانييلز على موقع روتن توميتوز (الإنجليزية)
- إيرين دانييلز على موقع ألو سيني (الفرنسية)
- إيرين دانييلز على موقع أول موفي (الإنجليزية)
- إيرين دانييلز على موقع قاعدة بيانات الأفلام السويدية (السويدية)
- إيرين دانييلز على موقع إن إن دي بي (الإنجليزية)
- إيرين دانييلز على موقع قاعدة بيانات الفيلم (الإنجليزية)
- إيرين دانييلز على موقع كينوبويسك (الروسية)